# ویلیام لی بارون جنی
ویلیام له بارون جنی (25 سپتامبر 1832 – 14 ژوئن 1907) یک معمار و مهندس آمریکایی بود که به ساخت اولین آسمان خراش در 1884، معروف است و به عنوان پدر آسمان خراش آمریکایی شناخته شد.
در سال ۱۹۹۸، جنی در کتاب ۱۰۰۰ سال، ۱۰۰۰ نفر در رتبه ۸۹ قرار گرفت :که شامل زنان و مردانی می‌شود که هزاره را شکل دادند.

## زندگی و شغل
جنی در ۲۵ سپتامبر ۱۸۳۲ در فیراون، ماساچوست متولد شد، او فرزند ویلیام پراکتور جنی و الیزا له بارون گیبز است. جنی تحصیلات رسمی خود را در آکادمی فیلیپس، آندوور، در سال ۱۸۴۶ و در دانشکده علمی لارنس در هاروارد در سال ۱۸۵۳ آغاز کرد، اما برای تحصیل در رشته مهندسی و معماری به اکلو Centrale des Arts et Manufactures (olecole Centrale Paris) نقل مکان کرد. [1]

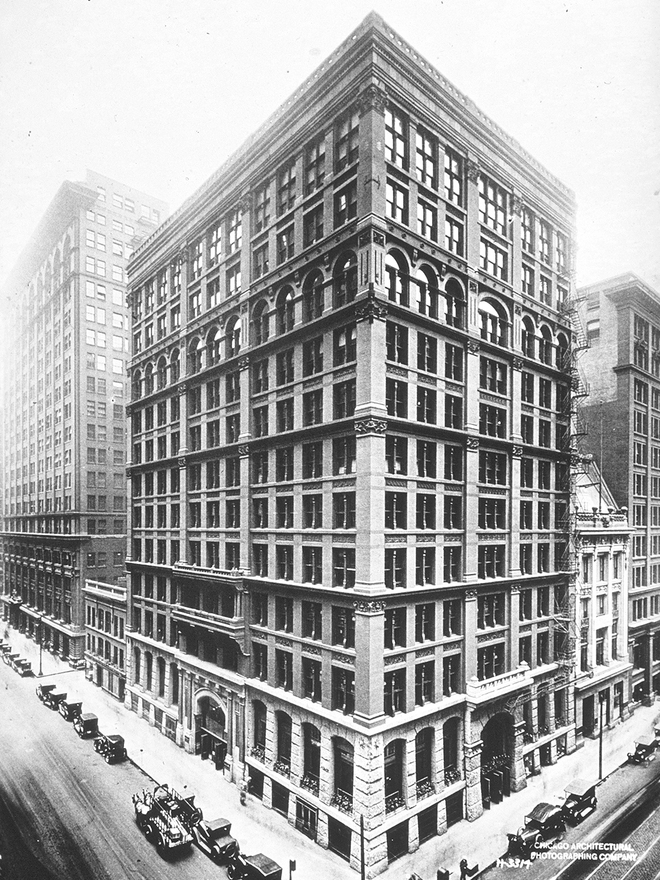
ساختمان بیمه خانه در شیکاگو در سال ۱۸۸۵ ساخته شده‌است (عکس پس از ۱۸۹۱ علاوه بر ۲ طبقه دیگر)

در آکول سنترل پاریس، او آخرین تکنیک‌های ساخت آهن و همچنین آموزه کلاسیک عملکردی ژان-نیکولاس-لوئیس دوراند (۱۷۶۰–۱۸۳۴) - استاد معماری در پلی تکنیک Ecole را فرا گرفت. وی در سال ۱۸۵۶، یک سال پس از همکلاسی اش، گوستاو ایفل (طراح برج ایفل)، فارغ‌التحصیل شد. [7]
در سال ۱۸۶۱، وی برای پیوستن به ارتش اتحادیه به عنوان مهندس جنگ داخلی، به ایالات متحده بازگشت، و برای ژنرال‌های شرمن و گرانت استحکامات طراحی کرد. پس از پایان جنگ، وی به یک رئیس اصلی تبدیل شده بود و در دفتر اتحادیه نشویل مهندس وظیفه بود. [1] پس از جنگ، در سال ۱۸۶۷، جنی به شیکاگو، ایلینویز نقل مکان کرد و دفتر معماری خود را که در ساختمان‌های تجاری و برنامه‌ریزی شهری تخصص دارد، آغاز کرد.
در اواخر دهه ۱۸۷۰، وی به‌طور هفتگی به آن آربر میشیگان رفت‌وآمد می‌کرد و در دانشگاه میشیگان برنامه تدریس معماری را شروع کرد.

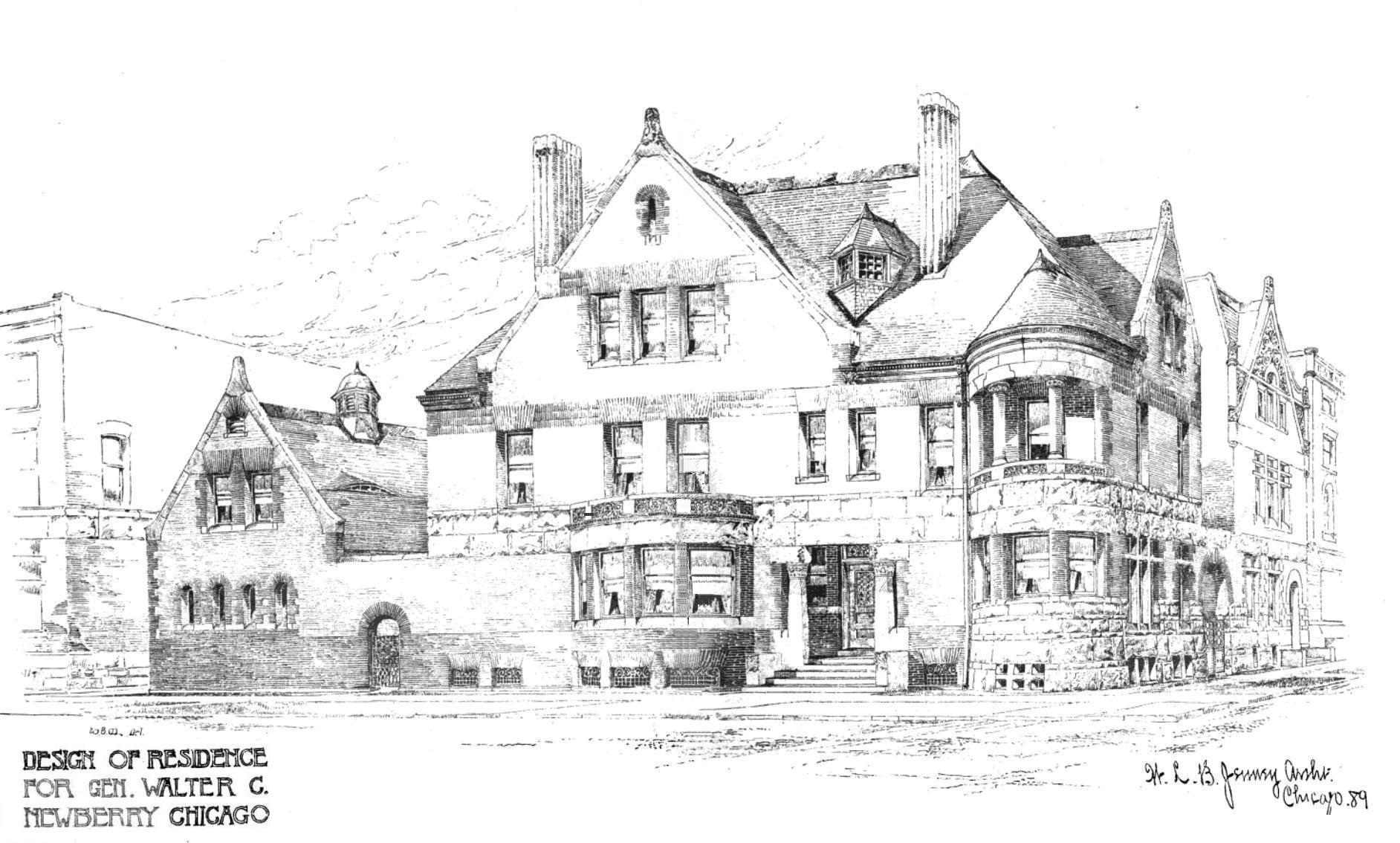
مجموعه مسکونی شیکاگو برای والتر کاس نیوبری، در سال ۱۸۸۹ طراحی شده‌است

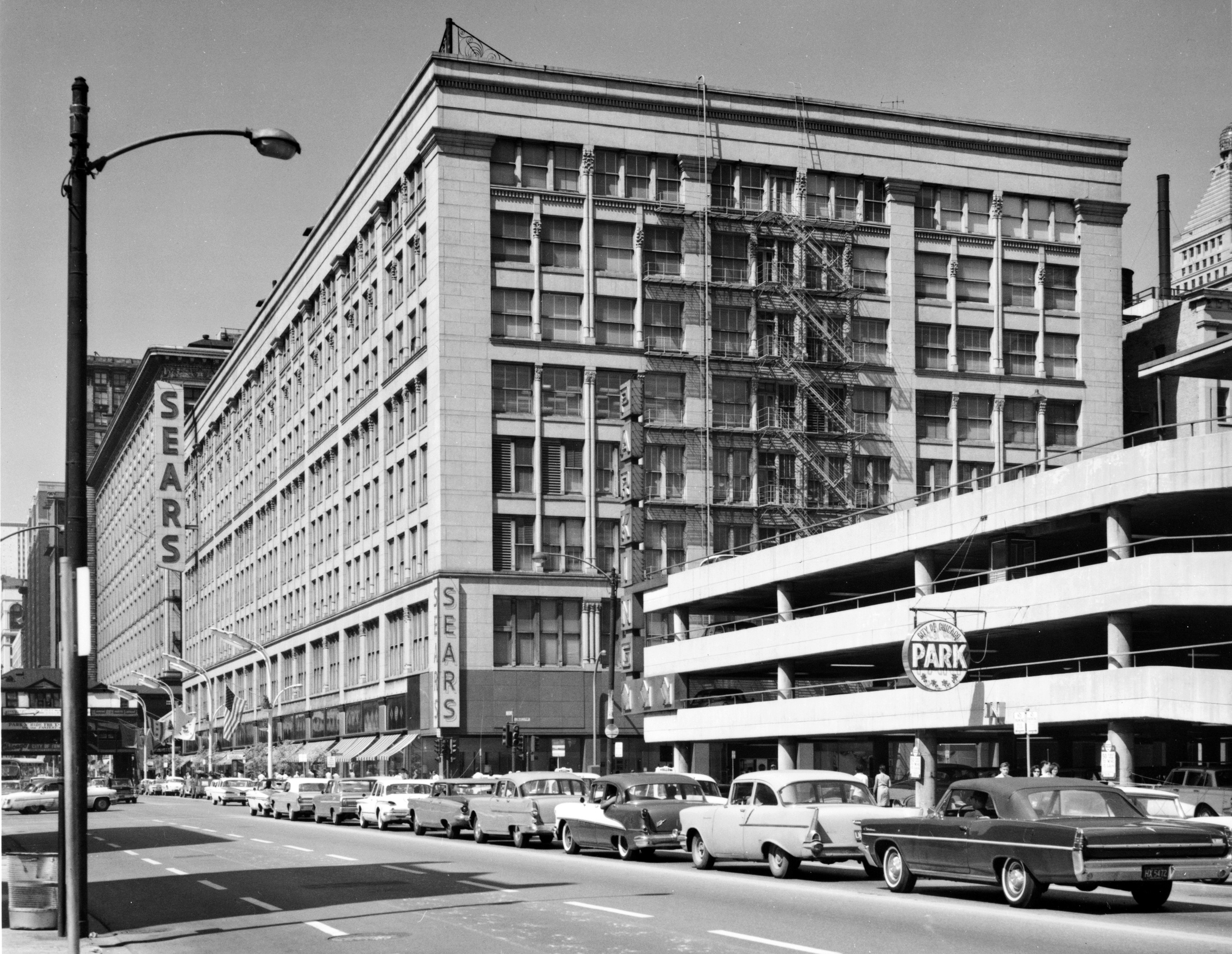
ساختمان Leiter II، خیابانهای کنگره ایالتی جنوبی و شرقی، شیکاگو

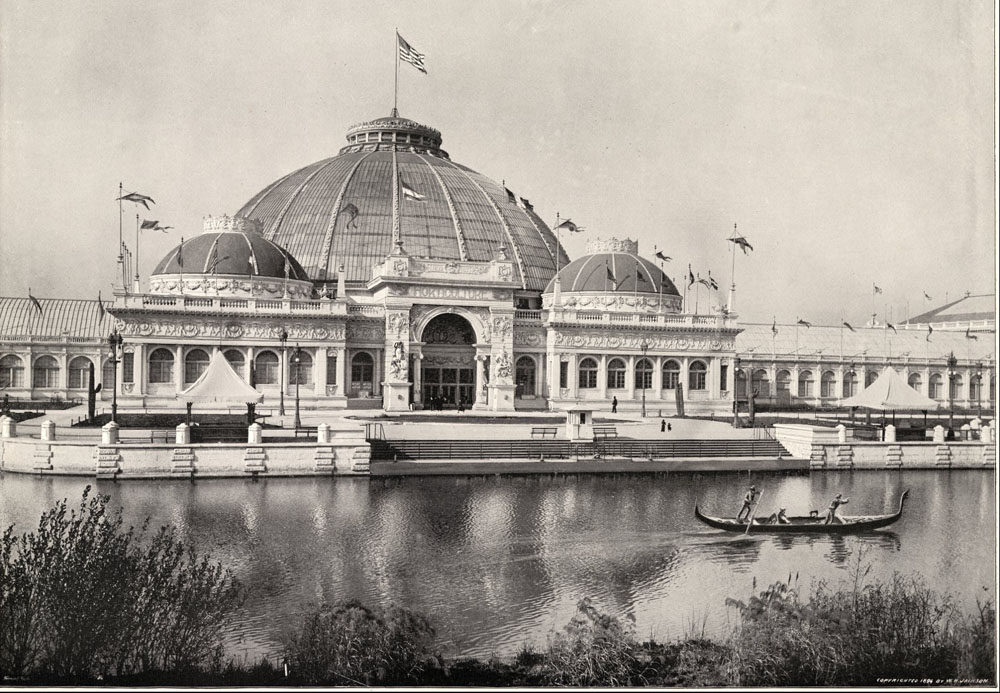
ساختمان باغبانی در نمایشگاه کلمبیا در جهان